# Liparis trifoliata
Liparis trifoliata är en orkidéart som beskrevs av Jeffrey James Wood och Paul Ormerod. Liparis trifoliata ingår i släktet gulyxnen, och familjen orkidéer. Inga underarter finns listade i Catalogue of Life.